# Izamal (kommun)
Izamal är en kommun i Mexiko.   Den ligger i delstaten Yucatán, i den östra delen av landet, 1 100 km öster om huvudstaden Mexico City.
Följande samhällen finns i Izamal:
- Izamal